# Le Parisien
Le Parisien är en fransk regional dagstidning med huvudkontor i Saint-Ouen (Seine-Saint-Denis), en förort till Paris. Le Parisien har också en rikstäckande upplaga som heter Aujourd'hui en France.
Emilien Amaury grundade tidningen Le Parisien Libéré 1944 med målsättningen att skapa en journal populaire de qualité (folklig kvalitetstidning). Trots viss talang i redaktionen hade tidningen länge rykte om sig att hålla låg kvalitet. För att ändra denna bild bytte man 1986 namn till Le Parisien.
På senare år har Le Parisien fått ett mer lokalt fokus. Och tidningen är numera en av de få i Frankrike som ökar sin upplaga.